# Monte Graciosa (Tarrafal)
Die Monte Graciosa (Portugiesisch für “Anmutiger Berg”) ist ein Berg im Norden der Insel Santiago im atlantischen Inselstaat Kap Verde.

## Geographie
Der Berg erhebt sich 2,5 km nördlich der Stadt Tarrafal über der Baía de Tarrafal am Westende der Landspitze Ponta Preta. Er erreicht eine Höhe von 643 m. Das Gebiet steht als Naturpark unter Naturschutz. Der Berg ist vulkanischen Ursprungs, das Gestein ist hauptsächlich Phonolith und reich an Feldspat und Olivin.

## Natur
Mehrere endemische Pflanzen gedeihen auf dem Berg, unter anderen Campylanthus glaber ssp. glaber, Euphorbia tuckeyana, die Gänsekressen Kickxia webbiana (agrião de rocha) und Kickxia dichondrifolia, sowie Nauplius daltonii ssp. daltonii (macela), Paronychia illecebroides, Cynanchum daltonii (gestiba) und Macaronesisches Eisenholz (Sideroxylon marginatum).

## Galerie

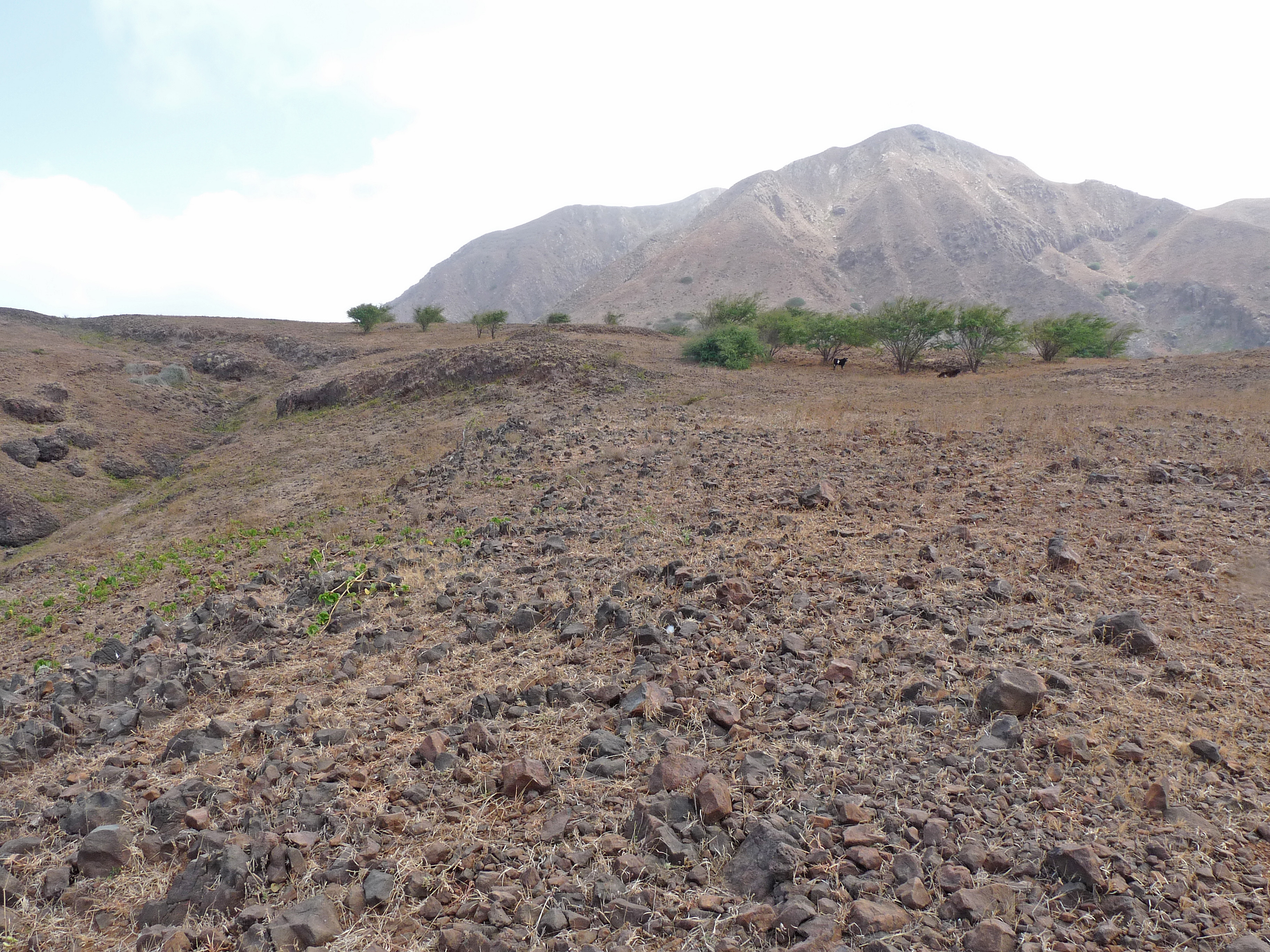
Plateau über dem Meer
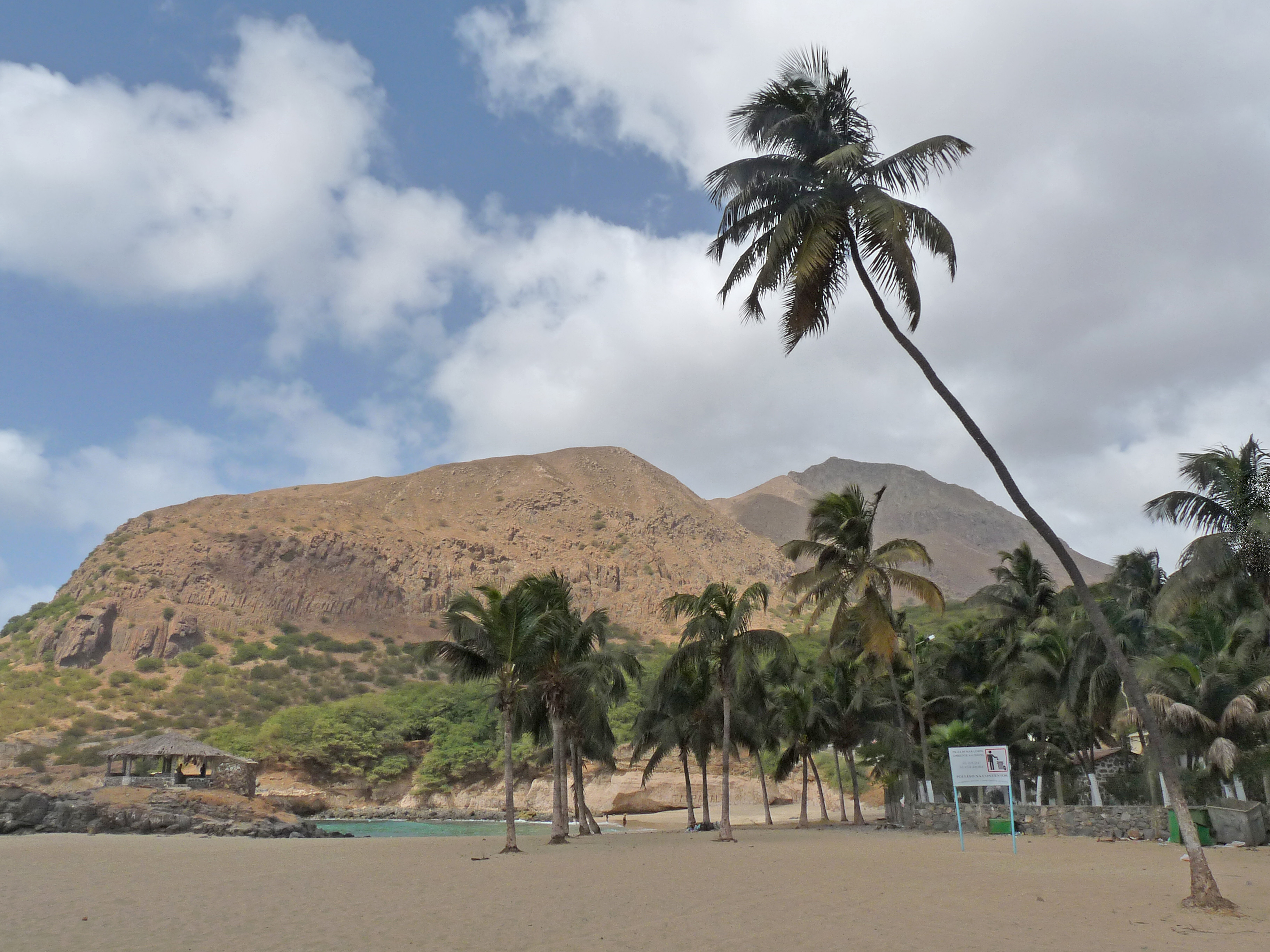
Blick auf die Monte Graciosa von Tarrafal Beach
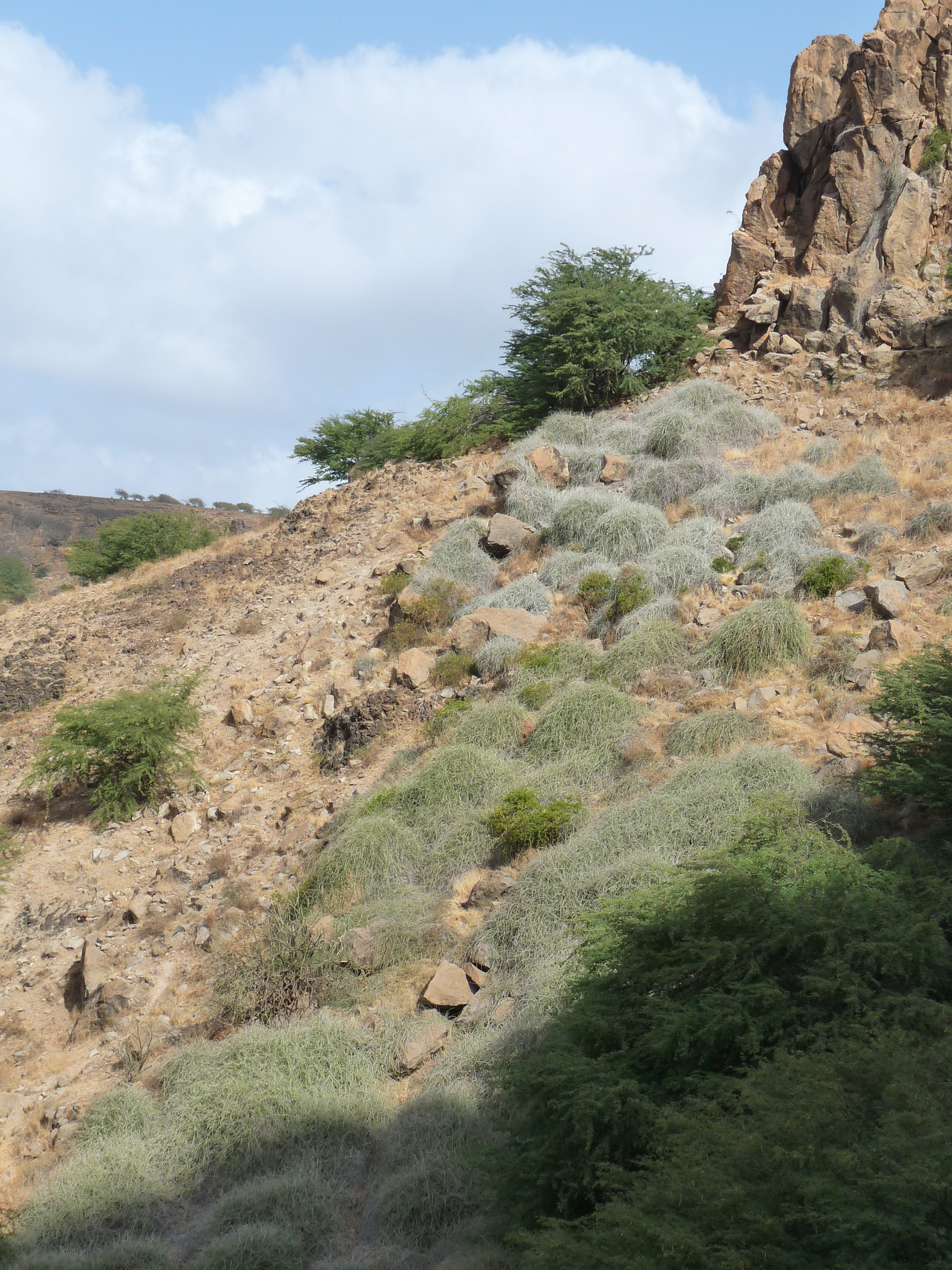
Cynanchum daltonii, eine endemische Pflanze Kap Verdes